# ジャン・ブロ
ジャン・ブロ（Jean Belot, 生没年未詳）は、17世紀フランスの神秘主義哲学者。ミルモン(Milmonts)の主任司祭を務める傍ら、ハインリヒ・コルネリウス・アグリッパらの著書から強い影響を受ける形で、ヘルメス主義的な思想研究などに打ち込んだ。ノストラダムスの四行詩を模倣した作品も何度か刊行した。

## 著書
- 『キリスト教的・道徳的哲学の花々、あるいはアグリッパやアルバノの哲学に関する反駁』（パリ、1603年）
- 『手相学と人相学の修得のための、親しみやすく非常に容易な指導』（パリ、1619年）
- 『1622年向けの暦あるいは天文暦』（パリ、1621年）
- 『聖なる神学と聖なる占星術によって、ミルモンの主任司祭ジャン・ブロへと天から下された予言的サンチュリ』（パリ、1621年）
- 『ドイツ騎兵の到来とフランスの騒乱に関する、ミルモンの主任司祭の新たなるサンチュリと奇妙な予言』（パリ、1622年）
- 『国王の支配下に復帰したラ・ロシェルで起こった出来事の実録』（パリ、1622年）
- 『作品中の作品、あるいは最も完璧な暗号書写学』（パリ、1623年）
- 『偉大なる占星術師にして数学者マグヌス師によってジャン・ブロ師に送られた書簡の実録』（パリ、1623年）
- 『1623年向けの暦あるいは予言的で立派な日用暦』（パリ、1623年）
- 『手相学、人相学、レイモン・リュルの記憶術などを含むジャン・ブロ師の作品集』（ルーアン、1640年）

今までの著書の再編集版。

## ルイ・コリュシュ
ルイ・コリュシュ（Louis Colluche, 生没年未詳）は、ジャン・ブロの弟子と称して暦書を刊行した自称占星術師、数学者。トロワの出版業者ジャン・ブランシャール(Jean Blanchard)の偽名とする説もあり、実在性は定かではない。この名を冠した暦書で確認しうる最初のものは、『生前ミルモンの主任司祭だったジャン・ブロ師の弟子である占星術師・数学者ルイ・コリュシュ師による1634年向けの占筮的・歴史的暦』（トロワ、1633年頃）である。これを皮切りに、少なくとも1671年向けのものまでが出された。

## 注
1. ↑  彼の著書ではほとんどでMilmonts（Mil-Monts, 稀にMel-Monts）と表記されているが、少なくとも現代フランスにはこのような市町村（コミューン）は存在しない。なお、綴りは若干異なるものの発音が同じ都市にはミルモン(Millemont)がある。